# Europese kampioenschappen schaatsen afstanden 2020 - 1000 meter mannen
De Europese kampioenschappen schaatsen 2020 - 1000 meter mannen werd gehouden op zondag 12 januari 2020 in ijsstadion Thialf in Heerenveen.
Titelverdediger was Pavel Koelizjnikov die de titel pakte tijdens de Europese kampioenschappen schaatsen 2018. Hij wist zijn titel te prolongeren.

## Uitslag
| #      | Schaatser                   | Land | Tijd    |
| ------ | --------------------------- | ---- | ------- |
| Goud   | Pavel Kulizhnikov           | RUS  | 1.07,09 |
| Zilver | Thomas Krol                 | NED  | 1.07,82 |
| Brons  | Kai Verbij                  | NED  | 1.08,38 |
| 4      | Viktor Moesjtakov           | RUS  | 1.08,82 |
| 5      | Ihnat Halavatsjoek          | BLR  | 1.08,83 |
| 6      | Dai Dai Ntab                | NED  | 1.08,92 |
| 7      | Artur Nogal                 | POL  | 1.08,99 |
| 8      | Havard Holmefjord Lorentzen | NOR  | 1.09,12 |
| 9      | Artjom Arefjev              | RUS  | 1.09,25 |
| 10     | Mathias Vosté               | BEL  | 1.09,51 |
| 11     | Mirko Giacomo Nenzi         | ITA  | 1.09,97 |
| 12     | Stefan Emele                | GER  | 1.10,07 |
| 13     | Sebastian Kłosiński         | POL  | 1.10,08 |
| 14     | Marten Liiv                 | EST  | 1.10,09 |
| 15     | Sindre Henriksen            | NOR  | 1.10,10 |
| 16     | Alessio Trentini            | ITA  | 1.10,26 |
| 17     | Jeremias Marx               | GER  | 1.10,59 |
| 18     | Henrik Fagerli Rukke        | NOR  | 1.10,68 |
| 19     | Piotr Michalski             | POL  | 1.11,54 |
| 20     | Michael Roth                | GER  | 1.11,93 |